# Tirebolu (district)
Tirebolu is een Turks district in de provincie Giresun en telt 28.835 inwoners (2007). Het district heeft een oppervlakte van 209,7 km². Hoofdplaats is Tirebolu.
De bevolkingsontwikkeling van het district is weergegeven in onderstaande tabel.
| 1997   | 2000   | 2007   |
| ------ | ------ | ------ |
| 38.631 | 36.947 | 28.835 |